# Jacques Taveau
Jacques Louis Narcisse Fortuné Taveau est un homme politique français né le 29 octobre 1755 à Honfleur (Calvados) et mort le 7 novembre 1820 à Vaugirard (Seine).

## Biographie
Négociant à Honfleur, il est administrateur du département en 1790 et député du Calvados à la Convention. Siégeant avec les modérés, il vote pour la mort de Louis XVI, avec le sursis. En 1800, il est nommé messager d’État au Tribunat puis au Corps législatif. Touché par la loi sur les régicides de 1816, il part à Bruxelles et rentre en 1818.

## Sources
- « Jacques Taveau », dans Adolphe Robert et Gaston Cougny, Dictionnaire des parlementaires français, Edgar Bourloton, 1889-1891 [détail de l’édition]